# Sander van Doorn
Sander Ketelaars, conosciuto anche con gli pseudonimi di Sander van Doorn e Purple Haze (Eindhoven, 28 febbraio 1979), è un disc jockey e produttore discografico olandese.
Per dieci anni consecutivi (2006-2015) è apparso nella classifica Top100Djs della rivista Dj Magazine con il piazzamento più alto al n°10 nel 2009.

## Biografia
Il primo grande riconoscimento della sua carriera è stata la sua presenza fissa al Judgement Sunday in Ibiza e al The Gallery a Londra. Nel giugno del 2007 ha collaborato ad una delle puntate del programma di Eddie Halliwell su BBC Radio One. Le sue produzioni, sia quelle originali sia i remix, nel 2007-2008 sono state accolte molto bene nell'ambiente della musica elettronica e sono state supportate da più di 50 radio in tutto il mondo. Sia, The Killers, Swedish House Mafia, Depeche Mode, sono solo alcuni tra gli artisti per cui ha prodotto numerosi remix. Ha anche collaborato con Robbie Williams.
Il 3 marzo 2008 Sander ha pubblicato il suo primo album sull'etichetta Spinnin' Records. L'album, chiamato Supernaturalistic, contiene 13 tracce molto varie tra loro. Nello stesso mese vince il premio come Best Breakthrough Dj (migliore dj emergente) agli International Dance Music Awards durante la Miami Winter Music Conference (superando artisti come Calvin Harris, Deadmau5 ed Axwell). La sua traccia Riff ottiene la nomination come miglior canzone della categoria "Underground".[1]
Sander è stato protagonista di molti festival tra i quali Bal en Blanc a Montréal, Beyond Wonderland di San Bernardino, Electric Zoo a New York e Transmission a Praga solo per nominarne alcuni. Ha ottenuto un grande successo il suo tour di un mese in Nord America, cominciato ad Aprile e conclusosi con l'ultimo Dusk Till Doorn: Show al The Guvernment di Toronto.
Come nel 2009, tutte le tracce prodotte da Sander nel 2010, tra cui Renegade, Daisy, Reach Out, Hymn 2.0 e Daddyrock hanno raggiunto la cima della classifica di Beatport.
Il 2011 è stato un altro anno fondamentale per Sander. Infatti, oltre alla sua partecipazione a festival quali Energy, Mysteryland, EDC e la sua presenza costante in tutto il mondo al festival Sensation, ha pubblicato le sue prime vere hit, ovvero Love is Darkness e Koko.
Nel marzo del 2012 si è esibito all'Ultra di Miami, dove ha presentato il suo nuovo singolo Nothing Inside (Mayaeni/Justin Parker) in collaborazione con Mayaeni. La canzone ha raggiunto la cima di molte classifiche, tra cui quella di Beatport. Ad agosto è stato annunciato che Sander van Doorn e altri famosi produttori di musica elettronica avrebbero collaborato per l'album di remix di Halo 4.
Nel gennaio del 2013 la Spinnin' Records ha pubblicato la sua nuova hit Joyenergizer che ha raggiunto la posizione #2 nella classifica principale di Beatport e la #1 nella DMC UK Buzz Chart. Due mesi più tardi esce TEN in collaborazione con Mark Knight e gli Underworld, che entra direttamente nella top ten della classifica di Beatport. La copertina è opera di MM (Maxim dei The Prodigy).
Tornato a Miami per suonare all'Ultra Music Festival, viene pubblicata, il 29 aprile, Into The Light, in collaborazione con i DubVision, e raggiunge la top 5 di Beaport in meno di una settimana.
Il singolo Neon ha raggiunto direttamente la posizione #1 (Buzzchart) e #2 (HypeM's), mentre il 24 marzo 2014 viene pubblicata Guitar Track, una collaborazione con i Firebeatz. Dopo Guitar Track produce Gold Skies (con Martin Garrix e DVBBS), famosissima hit a livello mondiale, rimanendo in 1ª posizione su Beatport per settimane. Anche le successive produzione di Sander van Doorn ottengono ottimi risultati, come Get Enough, THIS con Oliver Heldens, Rage con Firebeatz e Julian Jordan ed infine Phoenix con R3hab.
Il DJ è proprietario della Doorn Records, etichetta discografica affiancata dalla Spinnin' Records.

## Discografia

### Album in studio
- 2008 – Supernaturalistic
- 2011 – Eleve11

### DJ Mix
- 2006 – Dance Valley Festival 2006
- 2006 – I-D Digital Mix
- 2007 – Fast and Furious

### Singoli ed EP
- 2004 – Twister (pubblicato come Sam Sharp)
- 2004 – Loaded
- 2004 – Punk'd
- 2004 – Dark Roast
- 2004 – Deep/In-Deep (pubblicato come Sam Sharp)
- 2004 – Theme Song (pubblicato come Sandler)
- 2005 – Chemistry EP (pubblicato come Sandler)
- 2005 – Bling Bling
- 2005 – Error (pubblicato come Sam Sharp)
- 2005 – Adrenaline/Push Off Me (pubblicato come Purple Haze)
- 2005 – A.K.A
- 2005 – Hoover:Craft (pubblicato come Sam Sharp)
- 2006 – Eden/Rush (pubblicato come Purple Haze)
- 2006 – Pumpkin
- 2007 – Grasshoppe/Grass-Hopper
- 2007 – By Any Demand (feat. MC Pryme)
- 2007 – Riff
- 2008 – The Bass
- 2008 – Apple
- 2008 – Organic (con Marco V)
- 2009 – Close My Eyes (con Robbie Williams)
- 2009 – What Say (con Marco V)
- 2009 – Bastillon
- 2010 – Daisy
- 2010 – Renegade
- 2010 – Reach Out
- 2010 – Hymn 2.0 (pubblicato come Purple Haze)
- 2010 – Daddyrock
- 2010 – Overflow
- 2010 – Intro
- 2010 – Timezone
- 2011 – Love Is Darkness
- 2011 – Koko
- 2011 – Drink to Get Drunk
- 2011 – What Did I Do
- 2012 – Chasin'
- 2012 – Nothing Inside (feat. Mayaeni)
- 2012 – Kangaroo (con Julian Jordan)
- 2013 – Joyenergizer
- 2013 – Ten (feat. Mark Knight and Underworld)
- 2013 – Into the Light (con DubVision Vs. MAKO feat. Mariana Bell)
- 2013 – Neon
- 2013 – Project T (vs Dimitri Vegas & Like Mike)
- 2013 – Direct Dizko (con Yves V)
- 2014 – Right Here Right Now (Neon)
- 2014 – Guitar Track (with Firebeatz)
- 2014 – Gold Skies (con Martin Garrix & DVBBS)
- 2014 – Get Enough
- 2015 – Rage (con Firebeatz & Julian Jordan)
- 2015 – Phoenix (con R3hab)
- 2015 – Oh, Amazing Bass
- 2015 – Lost (con MOTi)
- 2015 – White Rabbit (con Pep & Rash)
- 2016 – Not Alone
- 2016 – Cuba Libre
- 2016 – Raise Your Hands Up (con Chocolate Puma)
- 2016 – WTF (con HI-LO)
- 2017 – The Rhythm
- 2018 – No Words
- 2020 – Spotlight (con Harris & Ford)
- 2020 – The World (con Lucas & Steve)
- 2020 – I Dream
- 2020 – Feels Like Summer
- 2020 – Temper Temper (feat. ONR)

### Remix
- 2004 – Code 1 - House Music (SvD Dub)
- 2004 – Sander van Doorn - Dark Roast (S.V.D. Remix)
- 2005 – Manny Romero - Compadre (S.v.D. Remix)
- 2005 – TDR - Squelch (Sander van Doorn Remix)
- 2005 – FilterFunk - S.O.S. (Message in a Bottle) (Sander van Doorn Remix)
- 2006 – Armin van Buuren - Control Freak (Sander van Doorn Remix)
- 2006 – Mohamed Sehly - Amazing Beat (SVD Without Going Cairo Remix)
- 2006 – Tiësto - Dance4Life (Sander van Doorn Remix)
- 2006 – Club Scene Investigators - Direct Dizko (Sander van Doorn Remix)
- 2006 – Technotronic - Pump Up the Jam (Sander van Doorn Remix)
- 2006 – Sander van Doorn - Pumpkin (SvD Remix)
- 2006 – Mode Hookers - Breathe (Sander van Doorn Remix)
- 2006 – Yellow - Oh Yeah (Sander van Doorn Remix)
- 2007 – Wamdue Project - King of My Castle (Sander van Doorn Vocal Mix)
- 2007 – Gleave - Come With Me (SVD Stripped Edit)
- 2008 – Sia - The Girl You Lost to Cocaine (Sander van Doorn Remix)
- 2008 – Timbaland feat. OneRepublic - Apologize (Sander van Doorn Bootleg)
- 2009 – The Police - Message in a Bootle (SOS) (Sander van Doorn Remix)
- 2009 – Sam Sharp - Roundabout (Sander van Doorn Main Mix)
- 2009 – The Killers - Spaceman (Sander van Doorn Remix) Part 1
- 2009 – The Killers - Spaceman (Sander van Doorn Remix) Part 2
- 2012 – Lady Gaga - Marry the Night (Sander van Doorn Remix)
- 2015 – The Alexsander - Output (Sander van Doorn Edit)

## Identity
Dal 2008 conduce il radioshow Identity ogni due settimane, nel suo show mixa tracce esclusive e lancia i suoi nuovi brani inoltre dall'episodio 31 ospita dei guest mix nell'ultima mezz'ora di trasmissione. I pezzi più popolari dello show inoltre vengono raccolti in compilation non mixate.